# Gerega
Gerega ist ein Ortsteil der Stadt Bürgel im Saale-Holzland-Kreis in Thüringen.

## Geografie
Der Weiler Gerega ist der südliche Nachbar von Beulbar und liegt auch an der ehemaligen Handelsstraße in Richtung Leipzig und Altenburg über die Gleisefurt Quere bei Bürgel und auch zurück. Heute nutzen die Einwohner über eine Ortsverbindungsstraße die Landesstraßen 1075, 2316 oder 2315 um in das Umland zu gelangen.

## Geschichte
Der Weiler Gerega wurde am 7. Dezember 1358 urkundlich erstmals genannt. Der Weiler war Eigentum des Klosters Bürgel und kam nach dessen Auflösung im Zuge der Reformation im Jahr 1526 zum ernestinischen Amt Bürgel. Dieses gehörte aufgrund mehrerer Teilungen zu verschiedenen Ernestinischen Herzogtümern. Ab 1815 war der Ort Teil des Großherzogtums Sachsen-Weimar-Eisenach, welches ihn 1850 dem Verwaltungsbezirk Weimar II (Verwaltungsbezirk Apolda) angliederte. 1920 kam Gerega zum Land Thüringen. Am 1. Juli 1950 wurde Gerega nach Beulbar-Ilmsdorf eingemeindet.